# Colchicum lusitanum
Il colchico portoghese (Colchicum lusitanum  Brot) è una pianta geofita bulbosa appartenente alla famiglia delle Colchicaceae.

## Etimologia
Il nome generico deriva dal greco "Kolchis" = Colchide antica regione sul Mar Nero situata pressappoco in corrispondenza dell’attuale Georgia, in cui secondo Dioscoride cresceva questa bulbosa e abitava la maga Medea, esperta in pozioni velenose. L'epiteto specifico (lusitanum) deriva dal termine Lusitania, altro nome con cui viene indicato il Portogallo . Il nome botanico venne attribuito da Félix de Avelar Brotero (Loures, 25 novembre 1744 - Lisbona, 4 agosto 1828), botanico portoghese autore di libri sulla flora lusitana.

## Descrizione
Colchicum autumnale è una pianta bulbosa e glabra la cui altezza varia da 10 a 20 cm (minimo 5 cm). La forma biologica è geofita bulbosa (G bulb), ossia è una pianta perenne erbacea che porta le gemme in posizione sotterranea. Durante la stagione avversa non presenta organi aerei e le gemme  si trovano in organi sotterranei come i bulbi, organi di riserva che annualmente producono nuovi fusti, foglie e fiori. 

### Radici
Le radici sono fibrose (di tipo fascicolato) ed escono lateralmente da un bulbo-tubero oblungo piriforme o ellissoide posto molto profondamente nel terreno (10 – 15 cm).  In realtà è più precisamente un tubero che ha una consistenza solida avvolto in tuniche coriacee di colore marrone violetto (i resti dei tuberi degli anni precedenti). Questo tubero in tarda estate (o inizio dell'autunno) forma il germoglio fiorale dal quale poi si formerà il fiore vero e proprio, lasciando alla primavera successiva il compito di emettere le foglie con il frutto; nello stesso tempo si formerà un nuovo tubero da un internodo basale. Dimensione del tubero: diametro 3 cm; altezza 4 – 7 cm.

### Fusto
Il fusto praticamente è assente: le foglie e i fiori crescono direttamente dal tubero radicale (il tubero può essere considerata la parte ipogea del fusto).

### Foglie

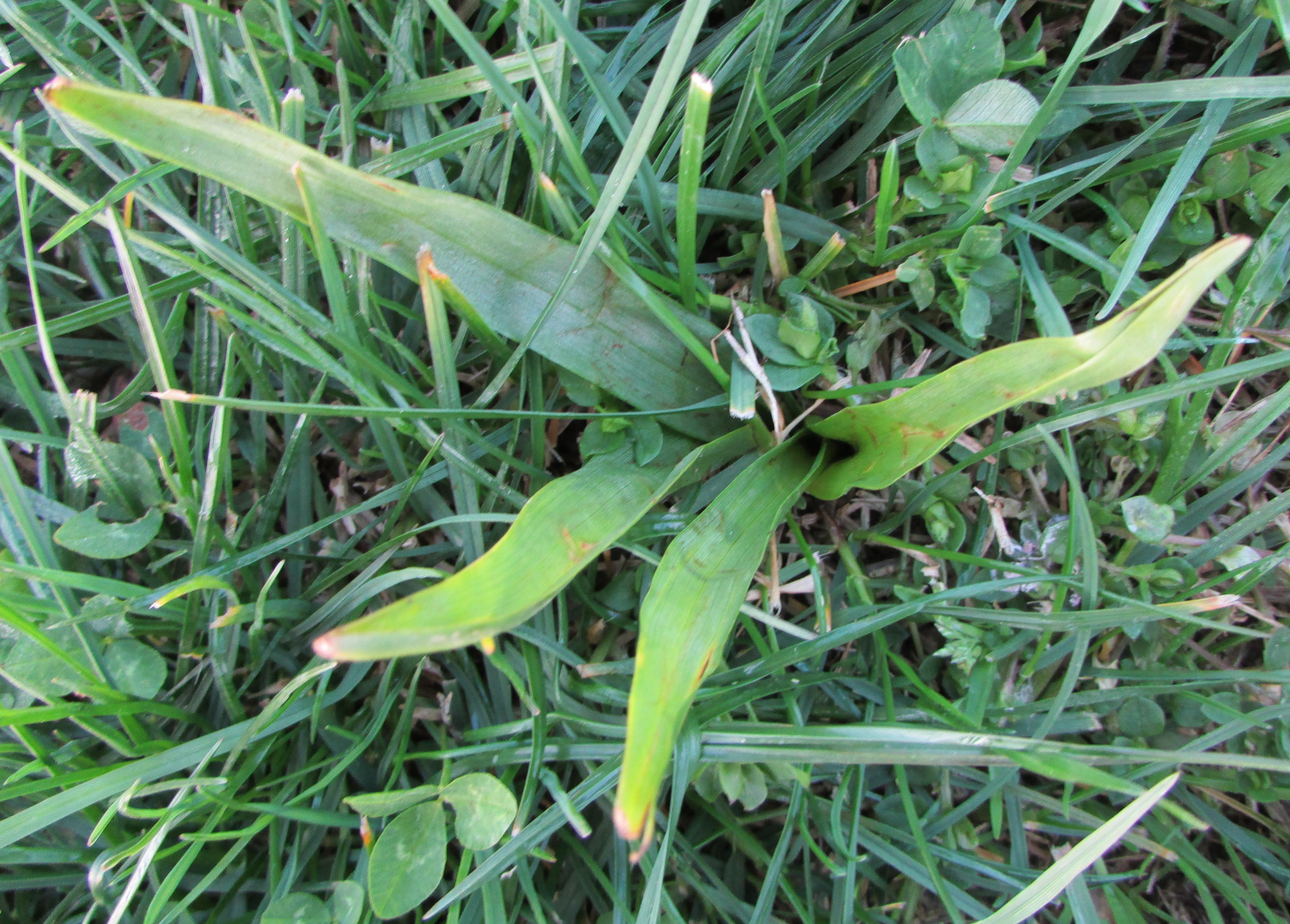
Le foglie primaverili

Le foglie sono radicali, abbraccianti ed erette. L'inserimento della foglia nel tubero è spiralato ed embricato. La forma è oblungo-ellittica a portamento ondulato. Il colore è verde intenso su entrambe le facce e la consistenza è piuttosto carnosa. La foglia più esterna è larga 2 – 4,5 cm e lunga da 13 a 29 cm.  La foglia del C. lusitanum si differenzia da quella del C. autumnale per essere mediamente più stretta.

### Infiorescenza
L'infiorescenza è formata da un tubo corollino di 5–20 cm, priva di foglie e di colore bianco. Alla base del fiore è presente una spata ialina con margine membranoso stretto.

### Fiore

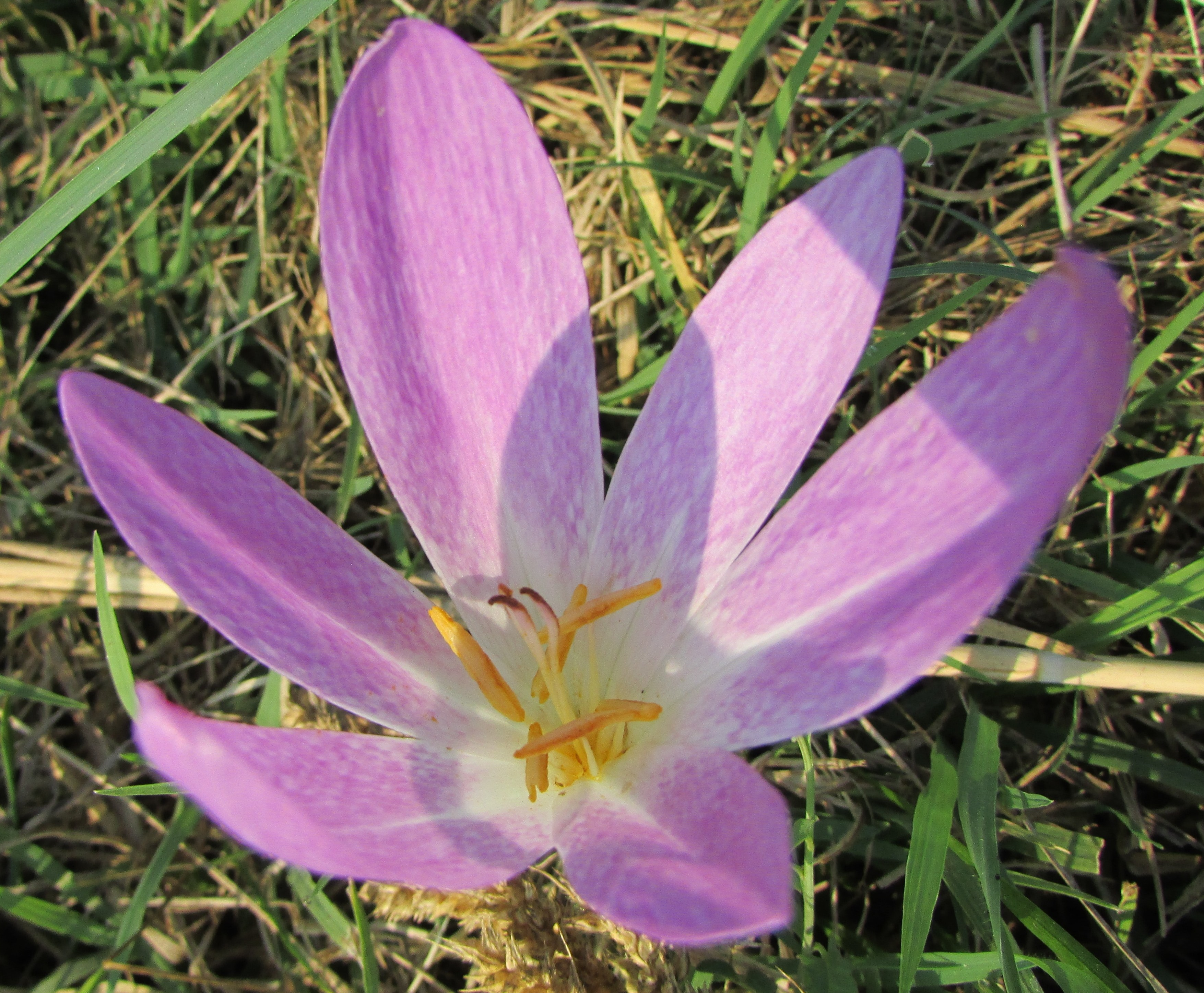
I fiori
Località: Colorno (PR), 26 m s.l.m. - 12/09/2016

I fiori sono ermafroditi, attinomorfi, penta-ciclici (ossia sono formati da cinque verticilli sovrapposti: perigonio con due verticilli di 3 tepali ciascuno, androceo con due verticilli di stami ciascuno e nella zona più centrale l'ultimo verticillo, il gineceo), trimeri (ogni verticillo è composto da tre elementi).
Ogni bulbo può produrre da 1 a 6 fiori in assenza di foglie, che saranno emesse la primavera successiva.
- Formula fiorale:

* P 3+3, A 3+3, G (3) supero
- Perigonio: il perigonio è formato da sei tepali uguali (o scarsamente differenziati) di 8–16 mm di larghezza e 43–73 mm di lunghezza. Il colore è rosato con una caratteristica screziatura a scacchi con nervatura centrale bianca del tepalo che distingue il C. lusitanum dal C. autumnale.
- Androceo: gli stami sono sei (3 + 3) inseriti internamente al perigonio. Tre sono più grandi, ma con filamenti più gracili. Le antere sono gialle medifisse ed estrorse. Lunghezza dei filamenti staminali: quelli più lunghi 15 mm; quelli più corti 10 mm. Le antere sono lunghe 7–8 mm di colore giallo[3].

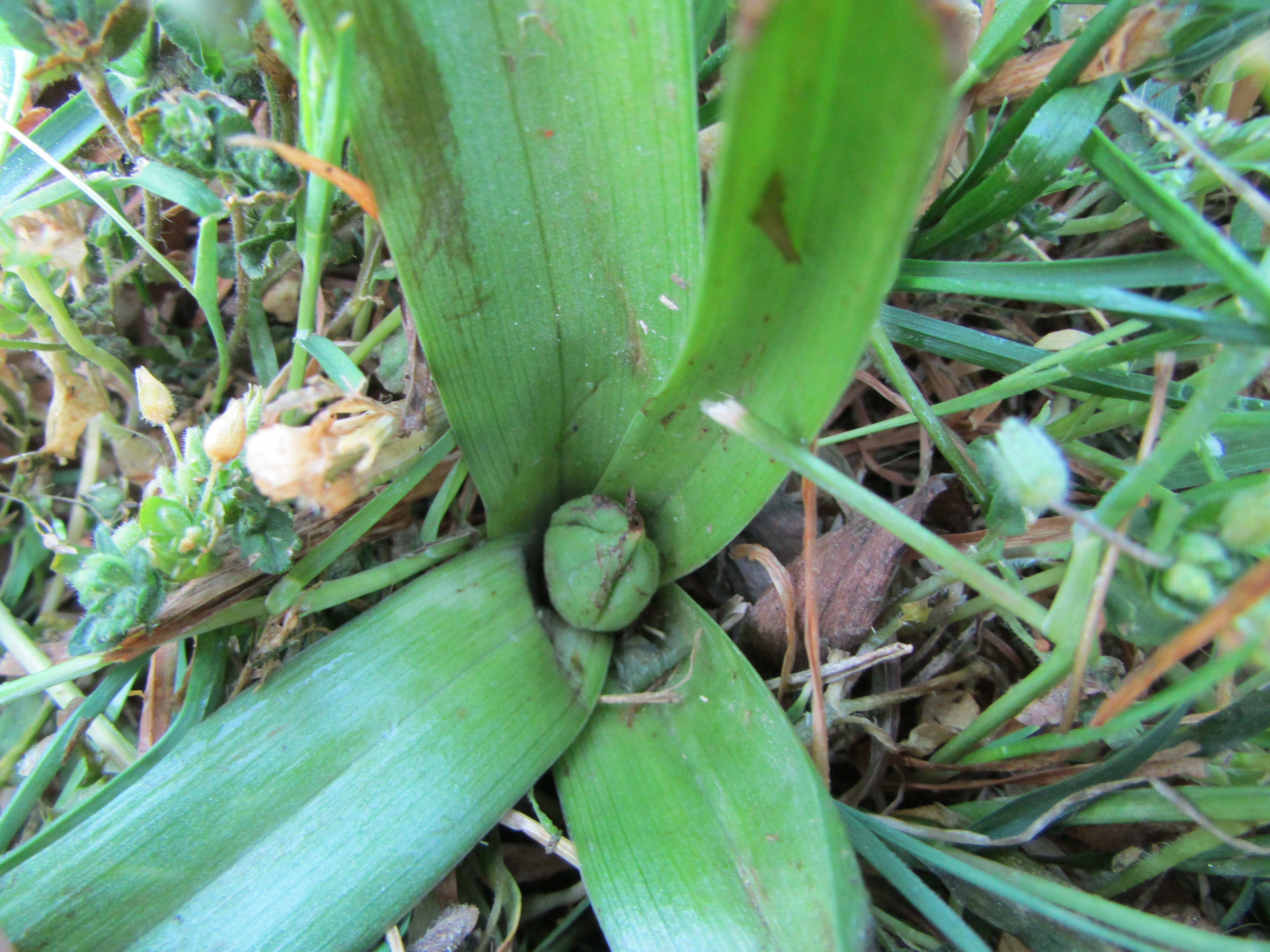
Il frutto

- Gineceo: l'ovario supero, formato da tre carpelli, è a tre logge con numerosi semi. Gli stili sono tre, liberi ed eretti dalla base in su ed emergono dagli stami. Gli stimmi sono rosati, allungati, clavati e ricurvi ad uncino; la consistenza è papillosa. Lunghezza degli stili   20 – 25 mm. Dimensione dello stimma 3-4,5 mm, più o meno ricurvo ad uncino[3].
- Fioritura: il periodo di fioritura è agosto – ottobre[3]; mentre le foglie vengono emesse in primavera (insieme alla fruttificazione).
- Impollinazione: l'impollinazione è entomofila tramite api e mosche. Il nettare si trova alla base dei tepali, in corrispondenza dell'inserimento degli stami.

### Frutti
La fruttificazione avviene in maggio – giugno, ma è relativa alla fioritura dell'anno precedente. È una capsula setticida, ovato-oblunga e acuta all'apice che esce dalla terra insieme alle nuove foglie. I semi sono globosi e nerastri del diametro di 2–4 mm. La disseminazione di questi semi è favorita da alcune sostanze appiccicose presenti al loro esterno: in questo modo i semi aderiscono alle zampe degli animali di passaggio. Dimensione della capsula: larghezza 15–30 mm; lunghezza 25 – 55 mm.

## Distribuzione e habitat
- Geoelemento: il tipo corologico (area di origine) è Mediterraneo occidentale[3].
- Diffusione: sul suolo italiano questa pianta è presente in tutta Italia ad esclusione di Valle d'Aosta, Trentino Alto Adige, Veneto, Friuli Venezia Giulia, Basilicata e Sicilia,  la sua presenza è dubbia in Piemonte. Fuori dall'Italia il ”Colchico lusitano” è diffuso in Spagna, Portogallo, isole Baleari, Marocco, Algeria, Tunisia[6].
- Habitat: i terreni preferiti da queste piante sono i pascoli aridi e i prati falciati[3].
- Diffusione altitudinale: dal piano fino ai 1400m s.l.m.[3].

## Tassonomia
La famiglia delle Colchicaceae comprende circa 300 specie
. Al genere Colchicum appartengono circa 150 specie, di cui sei presenti spontaneamente sul territorio italiano.

### Sinonimi
Colchicum lusitanum ha avuto diverse nomenclature. L'elenco che segue indica alcuni tra i sinonimi più frequenti:
- Colchicum levieri Janka[3]
- Colchicum actupii Fridl.
- Colchicum algeriense Batt.
- Colchicum autumnale subsp. algeriense Batt.
- Colchicum autumnale var. algeriense (Batt.) Batt. & Trab.
- Colchicum autumnale var. castrovillarense N.Terracc.
- Colchicum autumnale var. fritillatum Samp.
- Colchicum autumnale var. gibraltaricum Kelaart
- Colchicum bivonae var. lusitanum (Brot.) Nyman
- Colchicum byzantinum Ten.
- Colchicum fharii Fridl.
- Colchicum levieri Janka
- Colchicum texedense Pau[6]

## Usi

### Farmacia
- Sostanze presenti: come tutti i Colchicum sono piante velenose in quanto contengono la colchicina[3], un alcaloide altamente tossico (tra i vari effetti impedisce la formazione del fuso mitotico nelle cellule e quindi favorisce la poliploidia) contenuto soprattutto nei semi della pianta, ma anche nel bulbo[9]. Se ingerito causa bruciore alla bocca, nausee, coliche, diarrea sanguinolenta, delirio e morte[10]. A volte la sola manipolazioni del fiore può causare danni alla pelle[11]. Questa sostanza viene definita anche "arsenico vegetale"[12].
- Proprietà curative: queste piante sono usate sia dalla medicina popolare che da quella moderna per le loro proprietà antitumorali[12], analgesiche (attenua il dolore), antipiretiche (abbassa la temperatura corporea), antigottose[3], emetiche (utile in caso di avvelenamento in quanto provoca il vomito) e altro ancora[10]. In passato si riteneva che il succo del bulbo del fiore, mescolato al salnitro, fosse utile per curare l'artrite e la gotta. La pianta veniva inoltre utilizzata nelle pratiche alchemiche, in quanto si riteneva che potesse aiutare a raggiungere l'etere.
- Parti usate: i semi e i tuberi con i quali si possono fare degli estratti fluidi o delle tinture.